# USS Coral Sea (CV-43)
Pour les autres navires du même nom, voir USS Coral Sea.
L'USS Coral Sea (CV-43) est un porte-avions de classe Midway de l'United States Navy construit au Chantier naval Northrop Grumman de Newport News. Il fut en service de 1947 à 1990.
Il est nommé d'après la bataille de la mer de Corail livrée en 1942 entre l'empire du Japon et les États-Unis.

## Historique
Il participa notamment à la guerre du Viêt Nam en soutenant les opérations de minage des principaux ports vietnamiens en 1972 et fut déployé dans le golfe Persique lors de la crise iranienne des otages en 1979.
Trop petit pour emporter les F-14 Tomcat déployé à partir des années 1970, il emporte des F-4 Phantom jusqu'à que le Carrier Air Wing Thirteen créer en 1984 échangea ses escadrilles de Phantom et de A-7 Corsair II contre quatre escadrilles de F/A-18 Hornet.
En 1985, il retourne en mer Méditerranée (Sixième flotte des États-Unis) dans le cadre des tensions grandissantes avec la Jamahiriya arabe libyenne et participe à l'opération El Dorado Canyon en réponse notamment à l'attentat de la discothèque de Berlin-Ouest. Il est retiré du service le 26 avril 1990 et effacé du Naval Vessel Register deux jours plus tard.
Il fut vendu pour être démoli à un chantier de Baltimore, et après de nombreux problèmes, les travaux furent terminés en 2000.